# Kasztília és León zászlaja

Kasztília és León zászlaja

Kasztília és León zászlaja az azonos nevű spanyol autonóm közösség hivatalos jelképe, amelyet az autonómiai alapító szabályzat (Estatuto de Autonomía) 5. és 6. cikkelye, valamint a 4/1983. számú Szervezeti Törvény (Ley Orgánica 4/1983) állapít meg. Kasztília, León, Aragónia és Navarra a Spanyol Királyság 4 alapítója.

## Hivatalos leírása
A fenti jogszabályok a zászlót a következőképpen határozzák meg: „kereszt alakban vagy átellenesen négy részre osztott. Az első és a negyedik negyedben: élénkvörös alapon aranyszínű vár három csipkés oromzattal, fekete színnel fugázva és kékkel világosítva. A második és harmadik negyed: ezüst alapon bíbor oroszlán ágaskodó helyzetben, vörös kiöltött nyelvvel és karmokkal, valamint arany koronával”.

### A leírás kritikája
A leírás pontatlan, ugyanis heraldikai és nem vexillológiai szaknyelven fogalmazódott, vagyis mintha egy címerpajzs lenne a zászló helyett (ez egy megszokott hiba Spanyolországban). A zászlókban ugyanis nincsenek negyedek, hanem részek: a rúd felőli és az ellenkező oldal, felső és alsó sáv, stb.), és a színek is a heraldikában használatos megnevezésekkel szerepelnek; továbbá a heraldikában nincsenek árnyalatok, de a vexillológiában igen, amivel viszont a jogszabály nem foglalkozik.

## Története

A hagyományos megjelenésű alternatív lobogó

A Kasztíliai Királyság történelmi zászlaja 1230 óta, ezzel Európa és a világ egyik legrégibb zászlója. Már Kolumbusz Kristóf hajói is ezt lengették, amelyek Amerika felfedezésére indultak. A zászló a Kasztília és León-i Közösség összes hivatalos központjában és rendezvényén, Spanyolország zászlaja jobb oldalán lobog.
A Közösség rendszeresített egy kárminvörös színű lobogót is az autonómiai alapító szabályzat reformjával, amely Kasztília és León alternatív jelképe a hagyományos csapatzászlók mintájára.

## Fordítás
- Ez a szócikk részben vagy egészben a Bandera de Castilla y León című spanyol Wikipédia-szócikk fordításán alapul.  Az eredeti cikk szerkesztőit annak laptörténete sorolja fel. Ez a jelzés csupán a megfogalmazás eredetét és a szerzői jogokat jelzi, nem szolgál a cikkben szereplő információk forrásmegjelöléseként.